# 麥爾斯·斯特勞姆
麥爾斯·斯特劳姆（Miles Straume）是美國廣播公司懸疑類電視連續劇《迷失》的角色之一，由肯·梁（Ken Leung）飾演。